# Parque Delta (centro comercial)
Parque Delta es un centro comercial en la colonia Piedad Narvarte en la Ciudad de México, construido en el sitio del antiguo estadio Parque Delta. Está situado en la esquina del Eje 1 Poniente Cuauhtémoc y el Viaducto. Tiene como tienda ancla Liverpool. Abrió en 2005, fue construido por el Grupo Arquitech. Hay un total de 145 000 metros cuadrados desarrollados sobre tres niveles.
El centro comercial recibe más de 18 millones de visitantes al año.

## Historia
En 1999 se anunció que el Instituto Mexicano del Seguro Social vendería el estadio, Alfredo Harp Helú y Carlos Peralta, dueños de Diablos y Tigres respectivamente, no lograron consolidar la compra ofreciendo 90 millones de pesos. Así,el estadio fue vendido a la empresa Autocamiones Central, distribuidor autorizado de Ford, por 169 millones 69 mil 862.5 pesos y posteriormente a Grupo Gigante, quienes junto con otras empresas, construyeron un centro comercial llamado "Parque Delta", en alusión al histórico estadio que se encontraba ahí antes del Parque del Seguro. En el centro comercial, se instalaron originalmente algunas placas conmemorativas que refieren que en ese lugar hubo un estadio de béisbol, las paredes de la zona de comida rápida mostraron por años fotografías de los grandes peloteros de Diablos y Tigres; además los niveles de estacionamiento en lugar de letras, se identificaban como bat, pelota, guante, etc. Sin embargo, estos detalles han ido desapareciendo con las remodelaciones y ampliaciones al centro comercial. La ambientación de algunos restaurantes sigue siendo con temática relacionada al béisbol que se jugó en esos terrenos,de igual forma el nombre de parque delta propio como tal evoca a la historia del campo de beisbol que antes ocupaba el lugar.
En la zona se reportó en 2013 problemas de asaltos debido a que los asaltantes consideran a los visitantes como atractivo.
El centro comercial ha recibido varias remodelaciones que han aumentado la cantidad de locales disponibles e incluso cambiado la fisonomía original de la plaza aperturada en 2005,pasando a tener más servicios y productos disponibles.